# Scotina
Genre
Scotina est un genre d'araignées aranéomorphes de la famille des Liocranidae.

## Distribution
Les espèces de ce genre se rencontrent en écozone paléarctique.

## Liste des espèces
Selon World Spider Catalog (version 25.5, 01/11/2024) :
- Scotina celans (Blackwall, 1841)
- Scotina gracilipes (Blackwall, 1859)
- Scotina palliardii (L. Koch, 1881)
- Scotina zoraoides Wunderlich, 2024

## Systématique et taxinomie
Ce genre a été décrit par Menge en 1873.

## Publication originale
- Menge, 1873 : « Preussische Spinnen. VI. Abtheilung. » Schriften der Naturforschenden Gesellschaft in Danzig, (N. F.), vol. 3, p. 327-374 (texte intégral).